# The Pin-Ups
The Pin-Ups, anteriormente conocida como The Pin-Up Girls o Las chicas Pin-Up, es una banda musical de Filipinas formada en 1995 por Mondo Castro junto con miembros como Keltscross, Pamela Aquino y Tan Jennifer.
Bautizada como la "primera banda de Filipinas a firmar con una multinacional de los Estados Unidos". The Pin-Ups también están incluidas en un álbum recopilatorio en el Reino Unido.

## Historia
Comenzó como una banda de garaje en 1995, la agrupación contó con el guitarrista Ramsés Dela Torre (Misa Matanza) y el baterista John Carpio (Tame the Tikbalang, Goo, y End of Man) que comenzó a tocar en un hotel abandonado. La banda fue identificado por los nombres que recién se hicieron conocer, incluyendo otras nombraciones como Ebenezzer Blue Cow, Blue Juice, Mushroom, y Bubblegum Crisis.
El guitarrista Ryan Nachura y el músico Noel García (Ethnic Faces, Eraserheads y Color It Red) eventualmente se unió a la banda, en sustitución de Dela Torre y Carpio. Ellos se quedaron sin un nombre permanente hasta que un día al llevar una llevar vestimenta especial para un ensayo en la casa de entonces miembro de Eraserheads, el baterista de Raimund Marasigan. Marasigan sugirió que se nombre, fuera una de las más famosas artistas femeninas de Pin-Ups de los años 50.

## Integrantes

### Los miembros actuales
- Mondo Castro - voz, guitarra (1996-presente)
- Ryan Nachura - guitarras, teclados y coros (1997-presente)
- Mitch Singson - batería y coros (2003-presente)
- Raffy Bonifacio - batería (2009-presente)
- Tania Singh - bajo, voz (2010)
- Jennifer Tan - bajo, voz (1996 -?)

### Exmiembros
- Pamela Aquino - guitarras, coros (1996-2002)
- Noel García (R.I.P) - batería (1997-2002)
- Jaja Manuel - guitarras, voz (2002-2004)
- Juan Carpio - Batería (1996-1997)
- Ramsés Dela Torre-guitarra (1996-1997)
- Robby Mananquil (julio de 2009-enero de 2010)

## Videos musicales
| Videos                                           | Directorios    |
| ------------------------------------------------ | -------------- |
| “A Cold & Better Place”                          | Erwin Romulo   |
| “Down”                                           | Quark Henares  |
| “Love X Ten”                                     | Edsel Abesames |
| “Ingay”                                          | Ike Avellana   |
| “The Five Minute Hallway” Flip and Hand versions | Alvin Tecson   |
| “All Seats Are Taken”                            | Mondo Castro   |

## Discografía
- 2001: Hello Pain (Broken Records)
- 2003: Taste Test EP (Know-It-All Records)
- 2004: Taste Test: Expanded Menu (Know-It-All Records)
- 2005: Take On The Weakened Sky (Sutton Records)
- 2006: All Seats Are Taken (Sutton Records, distributed by Sony Music Philippines

### Compilaciones
- 1999: “Ride Rocket Wild” - Songs From NU107’s In The Raw (Sony Music Entertainment)
- 2004:“Caress”-Jack Daniel’s - In Session Manila (Jack Daniel’s and The Gweilo’s Hour Release)
- 2007:“Nilamon Ng Gabi” - Band Trip 2 ( Sony-BMG Philippines)
- 2009:“Jackson Pollock 9” -Baby Boom Sampler No.4 (Baby Boom records, Manchester, England)